# Silverio Pontieri
Silverio Ponteri fue un obrero ferroviario, sindicalista y político argentino del Partido Peronista. Fue titular de la Unión Ferroviaria y secretario general de la Confederación General del Trabajo de la República Argentina (CGT) entre 1945 y 1946. Se desempeñó como diputado nacional por la provincia de Buenos Aires entre 1946 y 1952. Entre 1946 y 1948 fue también vicepresidente primero de la Cámara de Diputados de la Nación.

## Biografía
En su juventud fue ebanista y luego se incorporó a los talleres ferroviarios de La Plata como carpintero. De allí se unió a la Unión Ferroviaria, llegando a integrar su comisión directiva. Se inició en la militancia sindical con las huelgas ferroviarias de 1916, adhiriendo a los principios de la corriente sindicalista revolucionaria que conducía la FORA del IX Congreso.
En septiembre de 1945 fue elegido secretario general de la Confederación General del Trabajo de la República Argentina (CGT) luego de su reunificación, acompañado en el comité central por Néstor Álvarez, Aniceto Alpuy, Jorge Nigroli y Juan Ugazzio. En ese cargo, participó de la movilización del 17 de octubre de 1945.
En su gestión obtuvo apoyo de la entonces Secretaría de Trabajo y Previsión, creando delegaciones regionales de la CGT que serían importantes como apoyo electoral del peronismo. Además, se incorporaron a la central obrera los gremios de mercantiles y telefónicos y fue titular de un «Consejo Asesor Obrero de Turismo Social». Junto con otros dirigentes sindicales, insistió en conservar la independencia sindical con el gobierno recién electo de Juan Domingo Perón y a finales de 1946 dejó la secretaría general de la CGT y la dirección de la Unión Ferroviaria.
En las elecciones legislativas de 1946, fue elegido diputado nacional por la provincia de Buenos Aires, en la lista del Partido Laborista. Su mandato se extendía hasta 1950 pero fue prorrogado hasta abril de 1952. En ese período, entre 1946 y 1948 fue vicepresidente primero de la Cámara de Diputados. También fue vocal en la comisión de Legislación del Trabajo.